# SRV-запись
Служебная запись (SRV-запись) — стандарт в DNS, определяющий местоположение, то есть имя хоста и номер порта серверов для определённых служб. Определяется в RFC 2782. Некоторые Интернет-протоколы, такие как SIP и XMPP, часто требуют поддержки SRV-записей.

## Формат записи
SRV-запись имеет такой формат:
```
_service._proto.name TTL class SRV priority weight port target
```

- service: символьное имя сервиса.
- proto: транспортный протокол используемый сервисом, как правило TCP или UDP.
- name: доменное имя, для которого эта запись действует.
- TTL: стандарт DNS, время жизни.
- class: стандарт DNS, поле класса (это всегда IN).
- SRV: Тип записи (всегда SRV).
- priority: приоритет целевого хоста, более низкое значение означает более предпочтительный.
- weight: относительный вес для записей с одинаковым приоритетом.
- port: Порт TCP или UDP, на котором работает сервис.
- target: каноническое имя машины, предоставляющей сервис.

Пример записи SRV, которую можно найти в файлах зоны:
```
_sip._tcp.example.com. 86400 IN SRV 0 5 5060 sipserver.example.com.

```

Эта запись указывает на сервер с именем sipserver.example.com, на котором прослушивается TCP-порт 5060 для предоставления SIP-услуг. Приоритет здесь имеет значение 0, а вес равен 5.
Как и в MX-записях, хост в SRV-записи должен указывать на адрес (A- или AAAA-запись). Hostname-псевдоним (CNAME-запись, en:CNAME record) не может быть использован как допустимый параметр.